# Rata balonowa
Zasugerowano, aby zintegrować ten artykuł z artykułem Kredyt balonowy (dyskusja). Nie opisano powodu propozycji integracji.
Rata balonowa (ang. balloon payment, niem. Ballonrate) – forma spłaty kredytu polegająca na tym, że klient spłaca początkowo jedynie odsetki, a spłata kapitału oraz ostatniej części odsetek następuje dopiero pod koniec okresu, na jaki została zawarta umowa kredytowa (tzn. w ostatniej racie).
Gdy oprocentowanie kredytu jest stałe przez cały okres umowy kredytowej, wysokość rat w trakcie trwania okresu kredytowania wyznaczana jest według wzoru:
|  |  | {\displaystyle R={\frac {K\cdot p\cdot d}{365}}} |

gdzie:
- {\displaystyle R} – płatność ratalna,
- {\displaystyle K} – kwota kredytu,
- {\displaystyle p} – wysokość oprocentowania kredytu,
- {\displaystyle d} – liczba dni, których dotyczy płatność ratalna.

Natomiast ostatnia rata jest wyznaczana według wzoru:
|  |  | {\displaystyle Rb=K+{\frac {K\cdot p\cdot db}{365}}} |

gdzie:
- {\displaystyle Rb} – płatność ratalna,
- {\displaystyle K} – kwota kredytu,
- {\displaystyle p} – wysokość oprocentowania kredytu,
- {\displaystyle db} – liczba dni, których dotyczy ostatnia płatność ratalna (odsetkowa).

## Ryzyko kredytowe
Raty balonowe dla podmiotu udzielającego kredytu lub pożyczki są bardziej ryzykowne niż spłata w ratach równych lub ratach malejących, ze względu na brak regularnego powrotu pożyczonego kapitału, co przez zarządzających ryzykiem kredytowym powinno być kompensowane większymi marżami i/lub dodatkowymi zabezpieczeniami np. zastawem rejestrowym, czy hipoteką. Swego rodzaju dodatkowy zysk dla finansującego wynika z faktu, że kapitał dłużej jest pożyczony finansowanemu, a przez to finansowany płaci w sumie wyższe odsetki w trakcie trwania umowy, niż przy tradycyjnych sposobach spłat.